# Lorium
Lorium était un ancien village de l'ancienne Étrurie, en Italie, le long de la Via Aurelia, à 19 km à l'ouest de Rome ,, à proximité de Ad Turres et de Pyrgi. 
Le 15e empereur de l'Empire romain, Antonin le Pieux, qui a fait ses études ici[pas clair], a ensuite construit un palais, dans lequel il est mort . 
C'était aussi un lieu de prédilection du successeur d’Antonin comme empereur, Marc Aurèle.
Des vestiges de bâtiments anciens existent de chaque côté de la route (près du Castel di Guido moderne) et des restes de tombes, d'inscriptions, ont été fouillés en 1823-1824.
Des parties d'une villa d'élite ont également été excavées près de Castel di Guido. Trois ou quatre kilomètres plus à l'ouest se trouvait probablement le poste de Baebiana, où des inscriptions montrent que certains marins de la flotte étaient stationnés, sans doute un détachement de ceux de Centumcellae, qui était atteint par cette route.